# 道の駅とみざわ
道の駅とみざわ（みちのえき とみざわ）は、山梨県南巨摩郡南部町にある国道52号の道の駅である。

## 概要
道の駅として第1回での登録であり、山梨県では最初に指定されている。国道52号沿いを走行していると大きなたけのこのモニュメントがあるのが特徴である。静岡方面から山梨・長野方面への交通路でありトラックや観光バスの往来が多いことから随時駐車場やトイレの拡張が行われている。
2021年10月から指定管理者として静岡県富士宮市の株式会社みいと市場が運営し、2024年4月から2029年3月までの期間も引き続き同社が指定管理者に指定された。

## 施設
- 駐車場
  - 小型車：45台
  - 大型車：12台
  - 身体障害者用：2台
  - バイク用：4台
- トイレ（いずれも24時間利用可能）
  - 男性：大 2器、小 6器
  - 女性：8器
  - 身障者用：2器
  - 小児用：1
- 公衆電話（たけのこのモニュメントの中）
- 物産館
  - 道路状況および地域情報の案内
- 物産コーナー
  - 日本茶（南部茶）やタケノコ、味噌などの販売
- 飲食コーナー
  - タケノコごはんや蕎麦など

### 休館日
- 12月31日 - 1月1日

## 周辺
- 富士川
- 福士川渓谷
- 山梨県道801号高瀬福士線
- 山梨県道806号井出停車場線
- 井出駅
- 富河郵便局

## 交通アクセス

### 自動車
- 中部横断自動車道富沢インターチェンジより約5分

### 高速バス
- 高速バス静岡甲府線

10分から15分程度の休憩を行なっており、その間一時下車・施設利用ができる。また、2014年には山梨交通が甲府-静岡線の客扱いを行うバス停を設置している。
2019年5月31日、しずてつジャストラインは山梨交通と運行している静岡甲府線の経路を2019年6月29日から国道52号から中部横断自動車道経由に変更することを発表し、当駅を経由しない事となった。

### 路線バス
- 南部町営バス
役場前バス停下車。道を挟んだところに当道の駅がある。